# Rio Breu
O rio Breu  é um curso de água do estado do Acre, Brasil